# Echo w płomieniach
Echo w płomieniach (ang. Echo Burning) – piąta powieść serii z Jackiem Reacherem, brytyjskiego pisarza Lee Childa, wydana w lutym 2001 roku w Stanach Zjednoczonych przez wydawnictwo Putnam oraz Wielkiej Brytanii przez wydawnictwo Bantam. Pierwsze polskie wydanie ukazało się nakładem wydawnictwa Albatros w lutym 2007 roku, następnie wielokrotnie wznawiane.

## Zarys fabuły
Miasteczko Lubbock w Teksasie. Jack Reacher ogląda rozgrywki futbolu amerykańskiego w miejscowym barze, a gdy zostaje zaczepiony i sprowokowany przez jednego z klientów – szeryfa lokalnej policji po cywilnemu – wdaje się z nim w bójkę. Rankiem następnego dnia, myjąc zęby w motelowej łazience, zauważa w lustrze nadjeżdżający wóz lokalnej policji. Chcąc uniknąć aresztowania i oskarżenia o napaść na funkcjonariusza, ucieka z motelu przez okno. W mieście nie udaje mu się znaleźć żadnych autobusów ani taksówek, postanawia więc skorzystać z autostopu. Ku jego własnemu zdumieniu udało mu się złapać stopa w mniej niż pięć minut, a co dziwniejsze, kierowcą zatrzymanego, luksusowego cadillaca okazuje się kobieta, której nie odstraszył wygląd Jacka. W czasie podróży kobieta wyznaje Reacherowi, że nie tylko nieprzypadkowo zatrzymała się, żeby go zabrać, ale także bardzo potrzebuje jego pomocy. To Carmen Greer – piękna, młoda Meksykanka, żona Sloopa Greera (z rodziny Greerów – klanu potentatów naftowych mieszkających w hrabstwie Echo), który wkrótce wychodzi z więzienia, a w którym znalazł się za uchylanie się od podatków federalnych. Sloop Greer przez pięć lat maltretował swoją żonę Carmen, więc kobieta obawia się, że po jego powrocie nie tylko nadal będzie się nad nią znęcał, ale również zakatuje ją na śmierć po tym, gdy to właśnie ona wydała męża urzędowi skarbowemu. Carmen Greer prosi więc Jacka o zamordowanie Sloopa Greera, ponieważ uważa, że w tej rozpaczliwej sytuacji jest to dla niej jedyny ratunek. Jack Reacher początkowo odmawia i wysiada z samochodu, ale ostatecznie zgadza się wrócić z Carmen na ranczo rodziny Greerów, przyjrzeć się sprawie i mieć oko na nią i jej córkę. Na ranczu zatrudnia się do opieki nad końmi i zamieszkuje na piętrze nieopodal baraku. Reacherowi kłopoty są nieobce, ale na ranczu Greerów spotyka ich całe mnóstwo: kłamstwa, uprzedzenia, nienawiść, wrogość i morderstwa.

## Informacje wydawnicze
Pierwsze polskie wydanie powieści zostało wydane przez Wydawnictwo Albatros w 2007 roku pod tytułem Echo w płomieniach w przekładzie Jacka Manickiego. Kolejne wydania książki ukazały się w 2008, 2009 oraz ze zmienioną wersją okładki w 2013 r. Wydawnictwo Albatros zapowiedziało ukazanie się wydania Echa w płomieniach w postaci elektronicznej jako e-book (MOBI/EPUB).
| Informacje wydawnicze | Wydanie I              | Wydanie II1            | Wydanie III            | Wydanie IV2            |
| --------------------- | ---------------------- | ---------------------- | ---------------------- | ---------------------- |
| Wydawnictwo           | Albatros               | Albatros               | Albatros               | Albatros               |
| Tytuł                 | Echo w płomieniach     | Echo w płomieniach     | Echo w płomieniach     | Echo w płomieniach     |
| ISBN                  | ISBN 978-83-7359-329-9 | ISBN 978-83-7359-518-7 | ISBN 978-83-7359-329-9 | ISBN 978-83-7659-940-3 |
| Data wydania          | 2007-02-12             | 2008-10-10             | 2009/02                | 2013-01-11             |
| Liczba stron          | 446, [1]               | 446, [1]               | 447, [1]               | 448                    |
| Oprawa/Format         | miękka                 | miękka                 | miękka                 | miękka                 |
| Wymiary [mm]          | 125x195                | 111x175                | 125x195                | bd.                    |

1: Seria wydawnicza „Literka” (wydanie kieszonkowe/pocket).

2: Zmieniona okładka oraz jako e-book.